# Енберт Олександр Юрійович
Олександр Юрійович Енберт (рос. Александр Юрьевич Энберт) — російський фігуристк, що спеціалізується в парному катанні, олімпійський медаліст, призер чемпіонату Європи. 
Срібну олімпійську медаль Енберт здобув у складі збірної олімпійців з Росії в командних змаганнях на Пхьончханській олімпіаді 2018 року, де  виступав зі своєю партнеркою Наталією Забіяко з довільною програмою.
Із Забіяко Енберт катається з 2015 року. До того він виступав з Василісою Даванкіною, Катаріною Гербольдт, Ксенією Озеровою, Вікторією Казанцевою. 

## Зовнішні посилання
- Картка пари Забіяко/Енберт на сайті Міжнародного союзу ковзанярів [Архівовано 7 грудня 2015 у Wayback Machine.]